# 贝莱普群岛
贝莱普群岛（法語：archipel des Bélep）是法国海外特殊集体新喀里多尼亞的一组群岛，由同名市镇管辖。该群岛位于新喀里多尼亚主岛格朗德特尔岛北端西北47千米处，长36千米。该群岛的主岛是阿尔岛，面积52.6平方千米，也是唯一有人定居的岛；第二大岛是西北部的波特岛，面积15平方千米；第三大岛是南部的多阿克岛，面积1.5平方千米。1892年-1898年，阿尔岛被用作麻风病疗养地。